# Chokher Bali
Pour plus de détails, voir Fiche technique et Distribution.
Chokher Bali (চোখের বালি) est un film dramatique indien, réalisé par Rituparno Ghosh, sorti en 2003. Il est adapté du roman éponyme de Rabindranath Tagore, paru en 1903.

## Synopsis
Calcutta, 1902. Le vice-roi britannique déclenche des vagues de protestations en annonçant la partition du Bengale. Rajlakshmi (Lily Chakravarty) est la mère d'une famille bourgeoise bengalie. Un jour, elle montre à son fils, Mahendra (Prasenjit Chatterjee), étudiant en médecine et son ami d'enfance Behari (Tota Roy Chowdhury), la photo de Binodini (Aishwarya Rai), une jeune femme cultivée et éduquée qu'elle connaît depuis l'enfance, pour un éventuel mariage. Les deux hommes refusent. Mahendra se marie avec Ashalata (Raima Sen), que Behari convoitait également, tandis que Binodini se retrouve veuve seulement un an après son mariage. Mahendra, très épris, passe le plus clair de son temps enfermé avec sa femme et commence à délaisser ses études, ce que sa mère voit évidemment d'un mauvais œil. Elle n'apprécie pas vraiment l'épouse de son fils et lui reproche de l'avoir rendu docile et paresseux, allant jusqu'à l'insulter de sorcière.
Excédée par la situation, elle quitte la maison et retourne quelque temps dans son village natal, où elle retrouve Binodini qui prend alors soin d'elle. La jeune femme semble très prévenante, honnête et attentionnée. Rajlakshmi n'a de cesse de pester contre sa belle-fille qui égare son fils. Binodini tombe alors sur une lettre adressée à Behari accompagnée d'un poème enflammé vantant Ashalata. Cette effusion passionnée de sentiments semble l'intriguer, elle qui n'a jamais connu cela lors de sa courte union. Rajlakshmi repart alors pour Calcutta et emmène avec elle Binodini.
Elle fait ainsi la connaissance d'Ashalata et noue des liens avec elle. Behari voit son nationalisme se renforcer face aux envahisseurs britanniques, et s'implique activement, alors que Binodini et Mahendra se rapprochent inévitablement. Ils s'échangent des lettres en secret et Binodini aimerait que leur relation éclate au grand jour, et le reproche à Mahendra. Jusqu'à ce qu'Ashalata s'aperçoit de ce qui se trame dans son dos. Elle part alors en pèlerinage et en méditation à Benares, sur les bords sacrés du Gange, sans révéler son secret à sa belle famille. Elle envoie même un courrier à Binodini et donne sa bénédiction au couple. Rajlakshmi se dispute alors avec Binodini et la renvoie de chez elle. Cette dernière trouve refuge chez Behari. Elle lui demande alors de l'épouser de sorte qu'Ashalata et Mahendra puissent se remettre ensemble mais Behari ne semble pas très enthousiaste et Binodini retourne donc dans son village d'origine. Mahendra se présente alors à elle, mais ses sentiments ont changé et elle a réalisé que leur union était impossible, elle le rejette donc. De son côté, Ashalata apprend qu'elle est enceinte, ce qui rompt définitivement tout espoir. Mahendra et Binodini passent un ultime moment d'explications, avant que Behari ne propose à Binodini de l'épouser. Il propose de repasser le lendemain matin, et découvre à ce moment qu'elle s'est sauvée. Elle a pris soin néanmoins de laisser une lettre d'excuses à l'attention d'Ashalata.

## Fiche technique
Sauf indication contraire, les informations mentionnées dans cette section peuvent être confirmées par la base de données cinématographiques IMDb,  présente dans la section « Liens externes ».
- Titre : Chokher Bali
- Titre original : চোখের বালি (Cōkhēra bāli)
- Titre international : Choker Bali: A Passion Play
- Réalisation : Rituparno Ghosh
- Scénario : Rituparno Ghosh, d'après le roman épopnyme de Rabindranath Tagore.
- Direction artistique : Indranil Ghosh
- Costumes : Sushanta Pal
- Son : Bishwadeep Chatterjee
- Montage : Arghakamal Mitra
- Musique : Debajyoti Mishra
- Production : Shrikant Mohta, Mahendra Soni
- Société de production : SVF Entertainment
- Société de distribution : Bodega Films
- Pays d'origine :  Inde
- Langue : Bengali
- Format : Couleurs - 2,35:1 - Dolby Digital - 35 mm
- Genre : Drame, romance
- Durée : 167 minutes (2 h 47)
- Dates de sorties en salles :
  -  France : 23 août 2006

## Distribution
- Aishwarya Rai : Binodini
- Prasenjit Chatterjee : Mahendra
- Raima Sen : Ashalata
- Lily Chakravarty : Rajlakshmi
- Tota Roy Chowdhury : Behari

## Autour du film[1]

### Anecdotes
- L'actrice Aishwarya Rai portait des lentilles de contact marron foncé pour interpréter son rôle.
- Ne parlant pas le bengali, Aishwarya Rai fut doublée par Sreela Majumdar[2] ainsi que Raima Sen par Sudiptaa Chakraborty.

### Critiques
En regard du box-office, Chokher Bali a été largement acclamé par la critique. Il est évalué à une moyenne de 2,9/5 pour 8 critiques de presse sur Allociné.

« Fidèle à l’esprit du roman écrit en 1903 par Rabindranath Tagore (...), le réalisateur Rituparno Ghosh en a accentué la sensualité et la frustration qui l’accompagne : la lumière et la beauté d’un pique-nique s’opposent ainsi à l’espace oppressant d’une propriété où les héroïnes semblent toutes attendre un épanouissement impossible. »

— Pierre Murat, Télérama, 19 août 2006.

« (...) Un tableau d'époque, sinon mémorable à tout le moins agréable. »

— Ella Marder, Libération, 23 août 2006.

« Assignant au contexte historique une fonction purement décorative, le réalisateur indien Rituparno Ghosh n'a d'yeux que pour son intrigue sentimentale, tarabiscotée à l'excès et farcie de dialogues simplets. »

— Jérôme Provençal, Le Monde, 24 août 2006.

## Distinctions
| Date                 | Distinction                               | Catégorie                      | Nom             | Résultat   |
| -------------------- | ----------------------------------------- | ------------------------------ | --------------- | ---------- |
| 6 au 16 août 2003    | Locarno Festival                          | Léopard d'or                   | Rituparno Ghosh | Nomination |
| 2 au 16 octobre 2003 | Festival international du film de Chicago | Gold Hugo                      | Rituparno Ghosh | Nomination |
| 8 décembre 2003      | Anandalok Awards                          | Meilleure actrice              | Aishwarya Rai   | Lauréat    |
| 3 février 2005       | National Film Awards                      | Meilleur film en bengali       | Chokher Bali    | Lauréat    |
| 3 février 2005       | National Film Awards                      | Meilleure direction artistique | Indranil Ghosh  | Lauréat    |
| 3 février 2005       | National Film Awards                      | Meilleurs costumes             | Sushanta Pal    | Lauréat    |